# قرمزدانه مکزیکی
قرمزدانه مکزیکی (نام علمی: Dactylopius coccus casta) نوعی حشره است که در مناطق حاره‌ای زندگی می‌کند. زیستگاه این حشره بر روی نوعی کاکتوس (Opuntia cactus) است که در مناطق حاره‌ای به وفور رشد می‌کند. این حشره به عنوان آفت بر روی این نوع کاکتوس زیست می‌کند و از شیره برگه‌های کاکتوس تغذیه می‌کند.

## معرفی
قرمزدانه مکزیکی یا Cochineal حشره‌ای است که از بدن آن ماده‌ای رنگزایی به همین نام استخراج می‌شود. این حشره که از شیره گیاهان به‌ویژه برخی انواع کاکتوس تغذیه می‌کند بومی مناطق گرمسیری آمریکای جنوبی و مرکزی (کشورهایی چون مکزیک و پرو) است.
حشره قرمز دانه بر روی کاکتوس زندگی می‌کند و تمام مراحل زندگی خود را از بیرون آمدن از تخم تا بلوغ و مرگ بر روی این کاکتوس سر می‌کند.
جنس نر حشره قرمزدانه مکزیکی بال دارد و جنس ماده فاقد بال است. این حشره به کمک تارهایی همچون تار عنکبوت می‌تواند با کمک باد مسیرهای طولانی تری را بین گیاه یا برگه‌های کاکتوس جابجا شود.
ماده رنگی از بدن حشره ماده استخراج می گردد. قبل از تخم ریزی و در آستانه تخم ریزی و معمولاً در سپیده دم که هنوز حشره پراکنده نشده این حشرات را از برگه‌های کاکتوس جمع‌آوری می‌کنند و برای استخراج رنگ آن‌ها را با جوشاندن می‌کشند و سپس خشک می‌کنند.
بدن این حشره ماده‌ای به نام اسید کارمینیک دارد که وسیله دفاعی آن در برابر دیگر حشرات است. حدود ۱۷ تا ۲۴ درصد اسید کارمینیک در وزن خشک حشره و تخم‌های آن وجود دارد که با استخراج و امتزاج آن با املاح آلومینیوم و کلسیم رنگدانه سرخ رنگ کارمین یا قرمزدانه به‌دست می‌آید که در رنگ‌های خوراکی، رنگرزی و لوازم آرایشی کاربرد دارد.

## تاریخچه قرمز دانه در ایران
قرمزدانه از دیر باز در ایران برای رنگرزی منسوجات و الیاف مورد استفاده در بافت فرش دستباف به کار رفته‌است. این رنگ در ایران به رنگ لاکی معروف بوده که از حشره لاک و در طی فرایند لاک‌گیری به‌دست می‌آید. این رنگ از طریق هندوستان تأمین می شده‌است.
اما رنگ قرمزدانه مکزیکی به احتمال فراوان هنگام فعالیت گسترده شرکت بریتیش ایندیا در منطقه و نفوذ انگلیسی‌ها در ایران وارد کشور شده‌است و عموماً توسط این شرکت در بافت قالی‌های ساروق بکار رفته‌است.
این رنگ دانه امروزه بیشتر از کشور پرو تأمین می گردد و در صنایع نساجی سنتی و فرش دستباف نفیس کاربرد دارد.

## کاربرد صنعتی

### کاربرد در صنایع غذایی
رنگ قرمزدانه مکزیکی توسط FDA بی‌خطر تشخیص داده شده‌است و در صنایع غذایی کاربرد دارد. پودر کارمین که با کد ای ۱۲۰ (E120) هم شناخته می‌شود. همچنین در صنایع غذایی مثل نوشیدنی ها و سوسیس و کالباس و همچنین لوازم آرایشی کاربرد دارد.
قرمز دانه در تهیه انواع کندی، رنگ شرابی مشروبات و نوشیدنی‌ها و شیرینی‌ها به‌کار می‌رود.

### کاربرد در وسایل آرایشی
به دلیل مضر نبودن قرمزدانه مکزیکی برای انسان ، این رنگدانه در لوازم آرایشی طبیعی و گران قیمت (ماتیک) بکار می‌رود.